# SMS König Albert

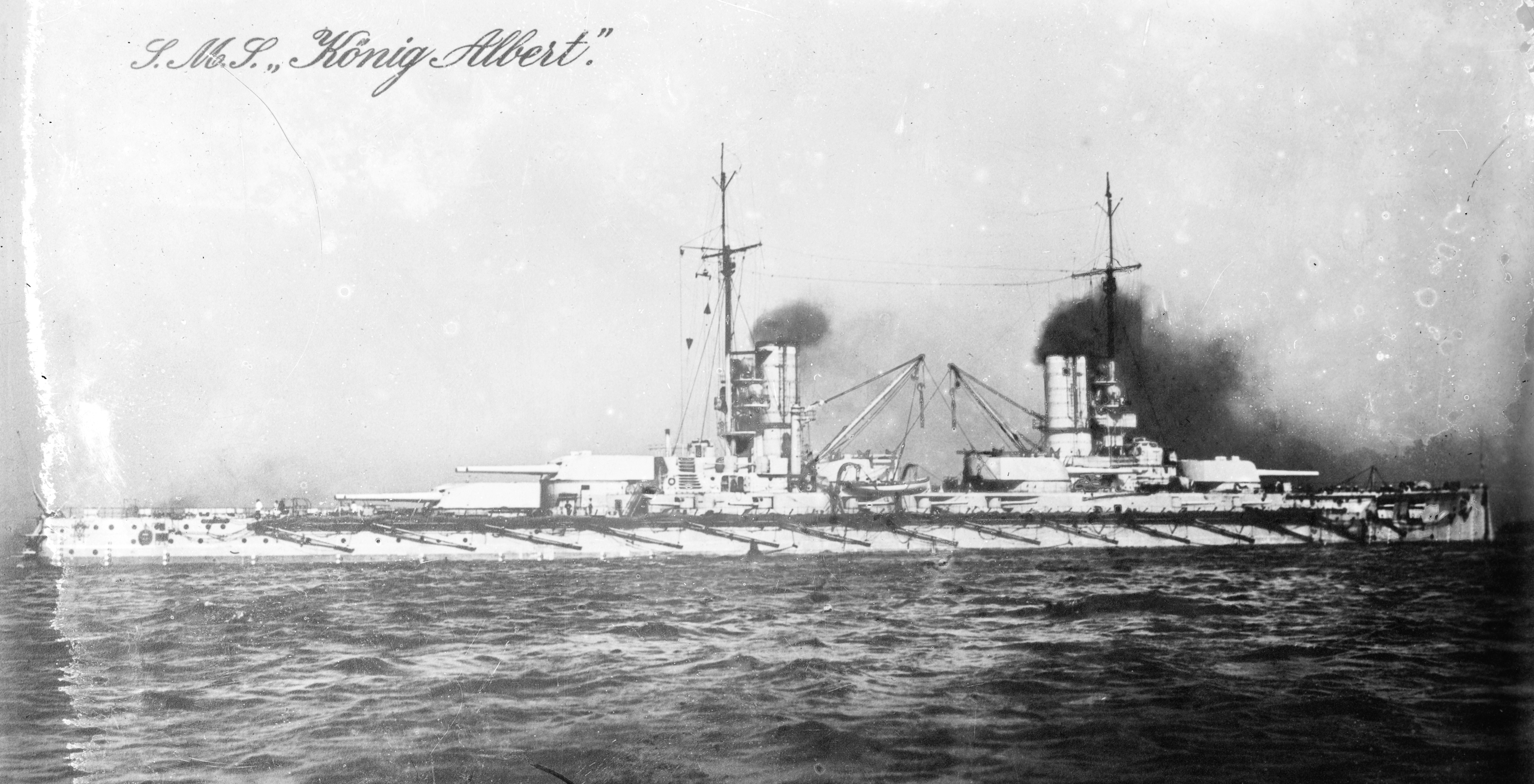
SMS König Albert

SMS König Albert was een Duits slagschip van de Kaiser-klasse, gebouwd op de Schichau Seebeckwerft in de Duitse stad Danzig, nog vóór het uitbreken van de Eerste Wereldoorlog. Tijdens de Eerste Wereldoorlog deed het schip dienst bij de Hochseeflotte van de Duitse Kaiserliche Marine.

## Carrière
SMS König Albert was het laatste van vijf oorlogsschepen uit de Kaiser-klasse. Het schip werd vernoemd naar koning Albert van Saksen.
Tijdens de oorlog werd SMS König Albert toegewezen aan het 3e slagschipeskader, samen met haar zusterschepen. Het schip werd, net als de andere Duitse slagschepen, geïnterneerd in Scapa Flow totdat ze door de eigen bemanning tot zinken werd gebracht in de Gutter Sound, Scapa Flow op 21 juni 1919 om te verhinderen dat ze toch nog in geallieerde handen zouden komen.
Het wrak werd gelicht in de jaren 1930.

## SMS König Albert
- Naamgenoot: Koning Albert van Saksen
- Bouwer: Schichau Seebeckwerft, Danzig
- Gepland bouw: 17 juli 1910
- Te water gelaten: 27 april 1912
- In dienst gesteld: 31 juli 1913
- Verloren gegaan: Vernietigd in Scapa Flow op 21 juni 1919

### Algemene kenmerken
- Klasse en type: Kaiser-klasse slagschip
- Waterverplaatsing: 27.000 ton (maximaal)
- Lengte: 172,40 m (568,92 voet)
- Breedte: 29 m (95,7 voet)
- Diepgang: 9,10 m (30 voet)
- Aandrijving: 3 schacht Parsons stoomturbines, 39.813 pk.
- Snelheid: 22 knopen (40,7 km/h)
- Reikwijdte: 7.900 zeemijl (14.630 km) aan 12 knopen (22 km/h)
- Bemanning: 41 officieren en 1.043 matrozen

### Bewapening
- 10 x 305 mm (12") /50 kaliber kanonnen
- 14 x 150 mm (5,9") /45 kaliber kanonnen
- 12 x 88 mm (3,5") /45 kaliber-snelvuurkanonnen
- 5 x 500 mm torpedobuizen